# Dacatria templaris
Dacatria templaris är en myrart som beskrevs av Fabrizio Rigato 1994. Dacatria templaris ingår i släktet Dacatria och familjen myror. Inga underarter finns listade i Catalogue of Life.

## Bildgalleri

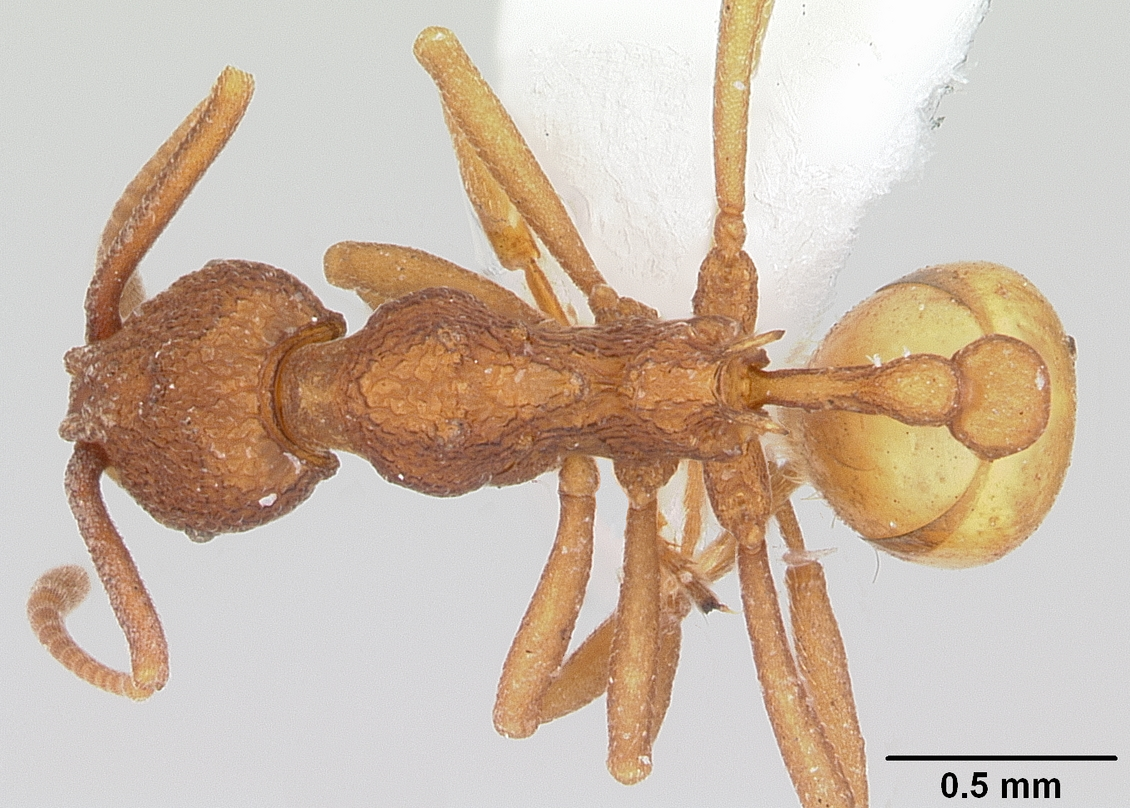
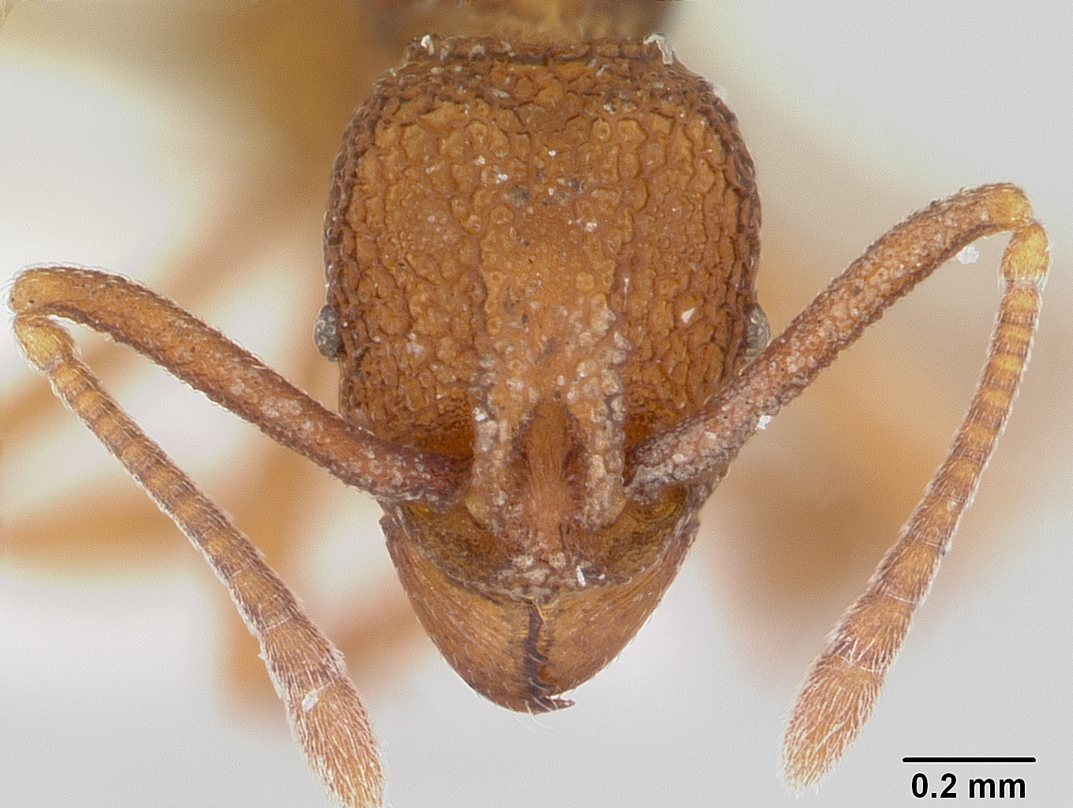
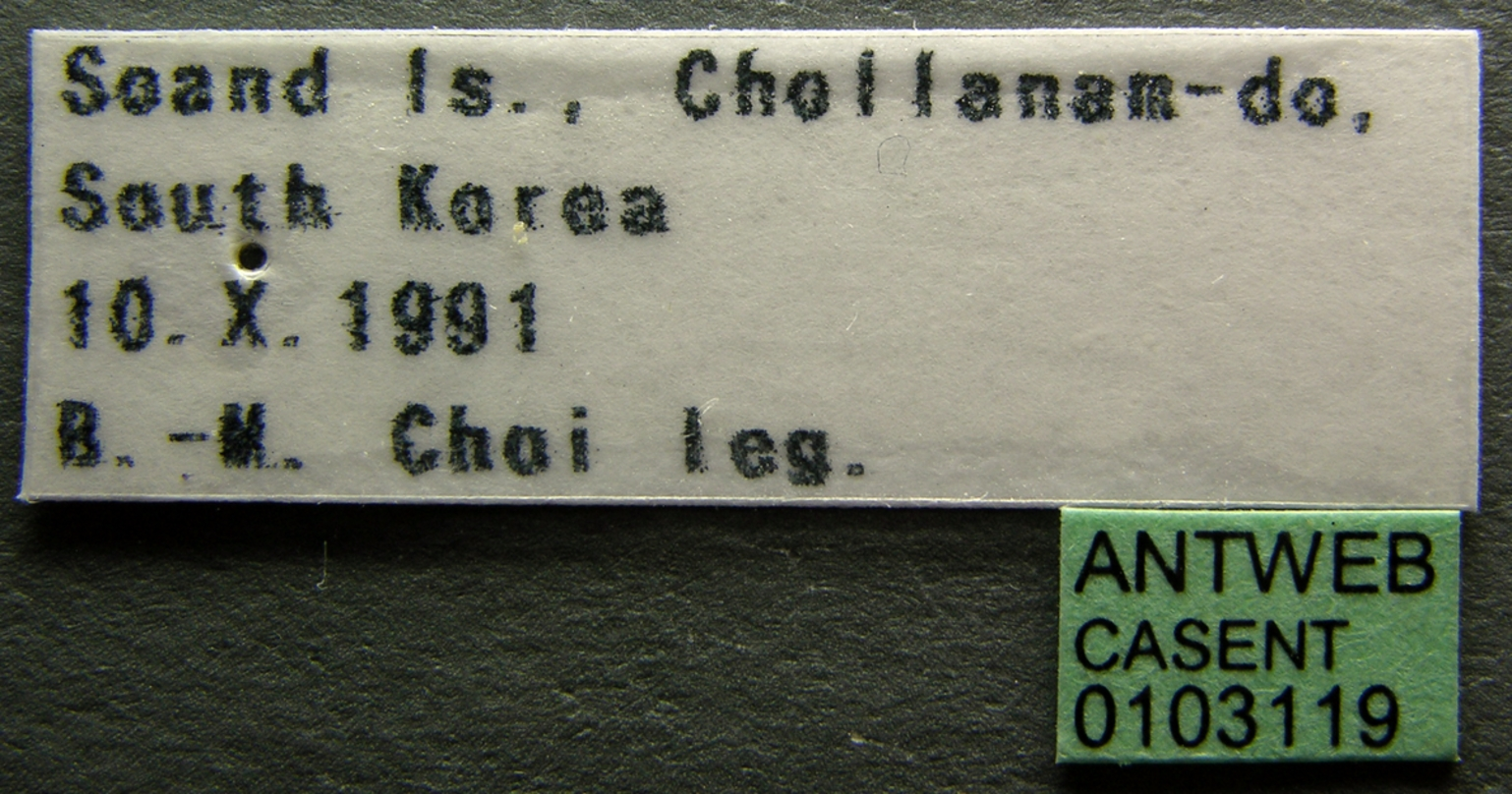
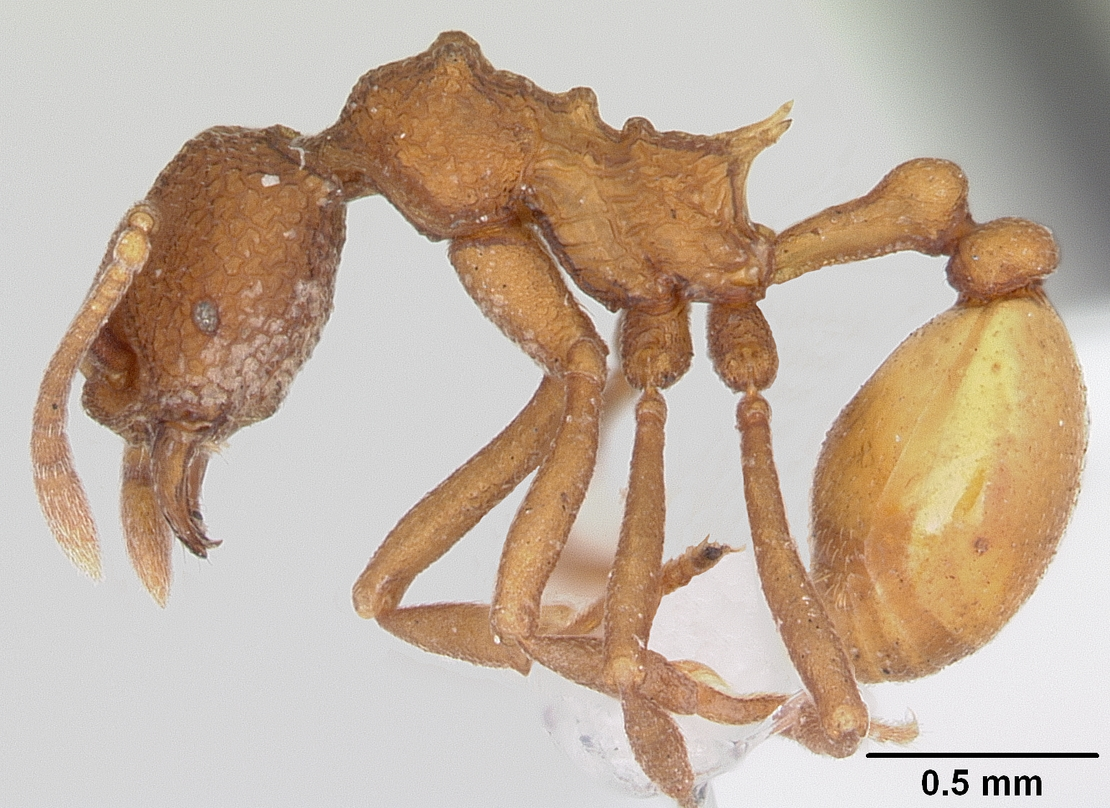
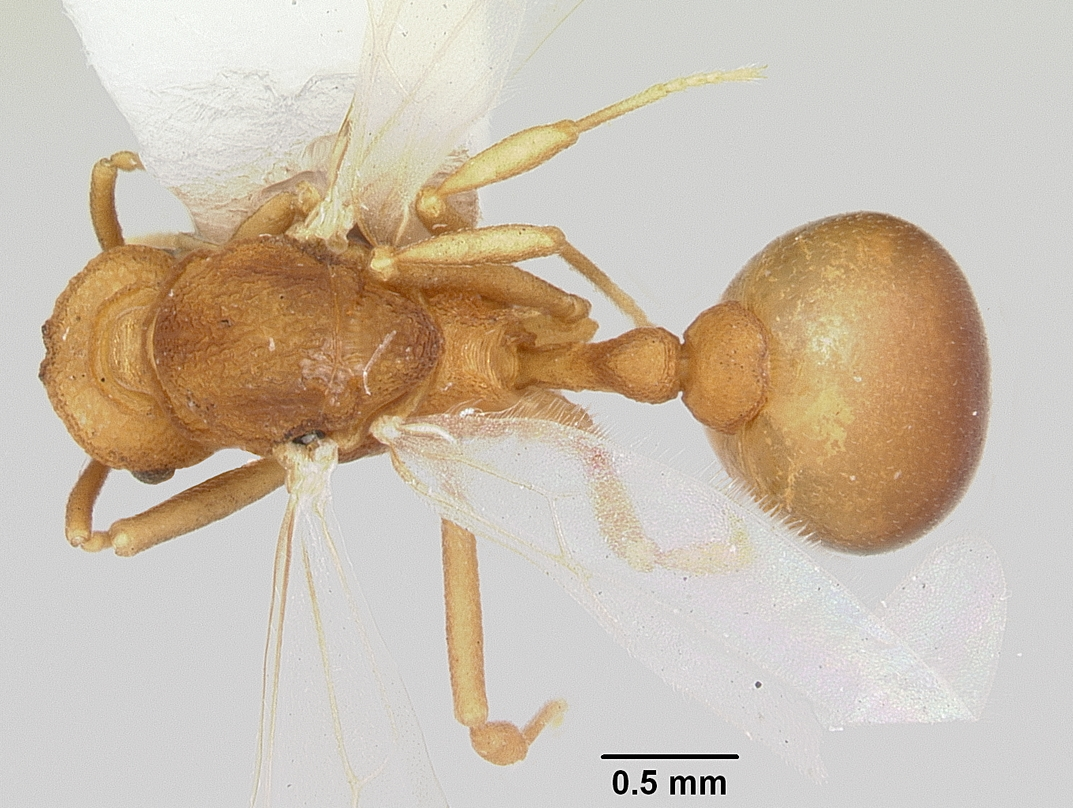
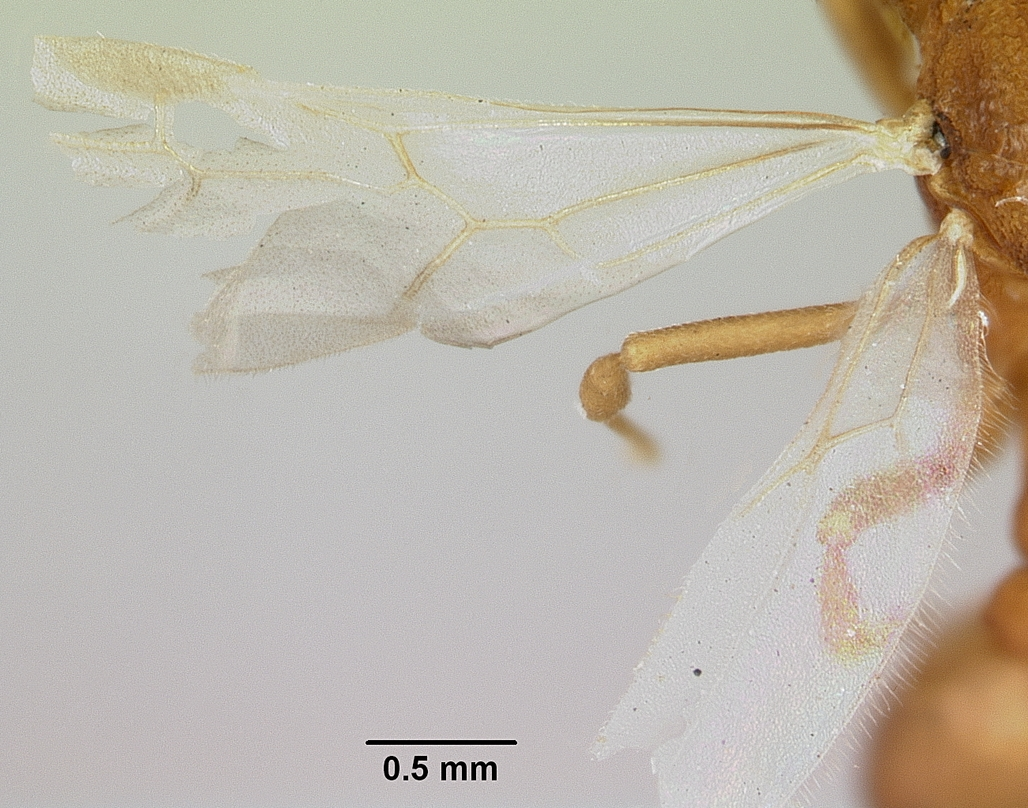